# 만당 (불교)
만당(卍黨)은 일제강점기 동안 조직되었던 불교 계열의 비밀 조직이다. 항일 성향의 단체로 평가된다.

## 결성과 활동
3·1 운동 이후 1920년대에 활발히 전개되었던 청년 승려들의 움직임이 여러 가지 한계로 인해 어려움에 부딪히면서, 비밀결사 조직인 만당이 태동되었다. 1924년 이후 자주 교류하던 이용조, 조학유, 김상호, 김법린이 뜻을 모아 1930년 5월에 1차 결사가 조직되었다. 이후 2차 결사, 3차 결사로 만당에 공감하는 승려들이 차례로 합류하였다.
만당의 당수로는 한용운이 추대되었다. 그러나 만당에서의 한용운의 역할에 대해서는 상반되는 증언이 있다. 이용조는 한용운을 당수로 추대했을 뿐 한용운에게는 이 사실을 알려주지 않았다고 증언했으며, 박영희는 한용운의 직접 지시로 만당이 조직되었다는 증언을 남겼다.
비밀결사인 만당의 조직이나 활동에 대해서는 자세한 내용이 알려지지 않았다. 최범술은 회고록에서 자신이 주지로 있던 다솔사에 당원들이 모여들어 일종의 집합처 역할을 했다고 주장했으며, 한용운은 정신적 지주 역할을 한 것으로 알려졌다. 강령에 따르면 활동 목표는 불교의 대중화와 교단 혁신에 역점을 두었다.

## 침체와 해체
만당은 조선불교청년총동맹이라는 단체를 조직하여 공개 활동으로 전환하였다. 만당 당원들이 조선불교청년총동맹에서 핵심적인 역할을 맡았다.
1932년에 조선불교중앙교무원 증자 문제로 내분이 발생하면서 침체되기 시작했다. 당원 김상호는 만당 조직의 반대에도 중앙교무원 간부 자리에 올랐다. 일부 당원들을 제거하자는 강경론과 이를 반대하는 온건론이 맞서면서 1933년에 해체되었다.
중일 전쟁 발발 후인 1938년 무렵부터 만당 당원들이 속속 체포되는 일이 발생했다는 증언이 여럿 있으나, 심문조서나 재판 기록은 전하지 않는다.

## 같이 보기
- 한용운

## 참고 자료
- 신형주 (2006년 3월 25일). “[④한국불교 X-파일] 항일비밀결사 만당(卍黨) (上) - 교계 최초 청년 독립단체로 활약”. 만불신문. 2008년 9월 1일에 확인함. |제목=에 지움 문자가 있음(위치 1) (도움말)[깨진 링크(과거 내용 찾기)]
- 신형주 (2006년 4월 1일). “[⑤한국불교 X-파일] 만당(卍黨)(下) - 침체와 와해”. 만불신문. 2008년 9월 1일에 확인함. |제목=에 지움 문자가 있음(위치 1) (도움말)[깨진 링크(과거 내용 찾기)]